# 哈宾杰山脉
哈宾杰山脉(Montes Harbinger)是月球雨海盆地西侧边缘上的一组群山。
它们位于已被熔岩淹没的普林茨陨石坑东北，该山脉由四条主要的山脊和几座小山丘组成，各自形成一个被月海所包围的小山区。群山中心的月面坐标为北纬26.9°、西经41.3°，坐落于直径90公里的范围内。
哈宾杰山脉南北向延伸约100公里，东西向距离则较短。北侧坐落着埃格斯特朗陨石坑、西侧附近蜿蜒着80公里的普林茨月溪，东面是小月坑阿齐莫维奇陨石坑，在它的东面是更大的丢番图陨石坑。
1961年国际天文联合会批准采纳了哈宾杰山脉的命名，"哈宾杰"(Harbinger)在英语中是"信使"或"预兆"的意思，是西面阿里斯塔克斯陨石坑的曙光预报者。因为初升太阳照射下的山脉剪影，预示着阿里斯塔克斯陨石坑上空曙光的即将来临。

## 备注
1. 1 2  Montes Harbinger （页面存档备份，存于）, Gazetteer of Planetary Nomenclature, IAU,USGS, NASA
2. 1 2  Rükl, Antonín. . Praha: Aventinum. 1991: 64/19. ISBN 80-85277-10-7.